# 모리구치 요코
모리구치 요코(森口 瑤子, 1966년 8월 5일 ~)는 일본의 배우이다. 본명은 사카모토 요코(坂元 陽子)이며, 도쿄도 출신이다. 소속사는 쇼치쿠 엔터테인먼트이며, 남편은 각본가 사카모토 유지(1998년 결혼)이다.
1983년 미스 쇼치쿠에 선발되어, 같은 해 영화 《남자는 괴로워: 토라, 스님이 되다》로 데뷔했다.

## 주요 출연작

### 드라마
NTV
- 2004년 《사랑하는 나의 아들아》
- 2006년 《59번째 프러포즈》
- 2007년 《탐정학원 Q》

TBS
- 1991년 《AD부기》
- 1999년 《케이조쿠》
- 2001년 《한도쿠!!!》
- 2004년 《모래 그릇》
- 2005년 《더럽혀진 혀》
- 2008년 《에디슨의 어머니》

후지 TV
- 1994년 《시간을 달리는 소녀》
- 2000년 《내사랑 사쿠라코》
- 2001년 《2001년의 남자 운》
- 2001년 《HERO》
- 2002년 《쇼무니 파이널》
- 2005년 《도망자 기지마 기이치로》
- 2006년 《어텐션 플리즈》
- 2006년 《내가 걷는 길》
- 2007년 《아름다운 그대에게~미남♂파라다이스~》
- 2007년 《스완의 바보》

TV 아사히
- 2006년 《시효경찰》
- 2007년 《나쁜 녀석들》
- 2007년 《사라진 이틀》
- 2010년 《나사케의 여자》

### 영화
- 1983년 《남자는 괴로워: 토라, 스님이 되다》
- 1992년 《시마 과장》
- 2004년 《캐산》
- 2008년 《어시장 삼대째》
- 2009년 《내 첫사랑을 너에게 바친다》
- 2011년 《8일째 매미》
- 2017년 《잠깐만 회사 좀 관두고 올게》